# Ministerium für öffentliche Arbeiten (Italien)
Das Ministerium für öffentliche Arbeiten (italienisch: Ministero dei Lavori Pubblici) war von 1861 bis 2001 das für öffentliche Bauvorhaben zuständige Ministerium Italiens. Es war vor allem für die Verkehrs- und Transportinfrastruktur verantwortlich, zum Beispiel für den Bau von Autobahnen, Häfen, Bahnstrecken und Flugplätzen, aber auch für den Wasserbau. Im Jahr 2001 wurde es mit dem Ministerium für Verkehr zum Ministerium für Infrastruktur und Verkehr zusammengelegt.
Das Ministerium für öffentliche Arbeiten hatte seinen Hauptsitz an der Porta Pia, unmittelbar neben dem für Verkehr. In den entsprechenden Dienstgebäuden befindet sich heute das Ministerium für Infrastruktur und Verkehr.

## Geschichte
Das Ministerium entstand 1848 im Königreich Sardinien-Piemont. Aus diesem Königreich ging 1861 das Königreich Italien hervor, weswegen auch die entsprechenden Ministerien italienisch wurden.
Am 19. März 1816 wurde in Turin die „Generalintendantur für Brücken, Straßen, Wasserbau und Forstwirtschaft“ errichtet. Bereits im folgenden Jahr kam diese zum Staatssekretariat für Inneres. Am 7. Dezember 1847 entstand ein neues Staatssekretariat für öffentliche Arbeiten, Landwirtschaft und Handel. Im Zug der Revolution von 1848 und der oktroyierten Verfassung Karl Alberts (Statuto Albertino) wurden die Staatssekretariate in Ministerien umbenannt. Bei dieser Gelegenheit teilte man das Staatssekretariat für öffentliche Arbeiten, Landwirtschaft und Handel in ein Ministerium für öffentliche Arbeiten und ein Ministerium für Landwirtschaft und Handel. 1861 dehnten die ehemals sardisch-piemontesischen Ministerien in Turin ihren Zuständigkeitsbereich auf das gesamte Gebiet des neuen italienischen Staates aus und wurden personell und materiell entsprechend ausgebaut. 1865 erfolgte der Umzug von Turin nach Florenz, 1871 dann der nach Rom. Das Ministerium untergliederte sich im weiteren Verlauf in Generaldirektionen. Periphere Ämter hatte es lange Zeit vor allem auf Provinzebene, später auch auf der Ebene der Regionen. Eine ab 1997 von der damaligen Mitte-links-Regierung eingeleitete Reform der italienischen Ministerialbürokratie (nach dem zuständigen Minister Franco Bassanini als Bassanini-Reform bezeichnet) bildete die Grundlage für die Zusammenlegung und Neuordnung verschiedener Ministerien in Italien, in deren Zug das traditionsreiche Ministerium für öffentliche Arbeiten mit dem für Verkehr fusioniert wurde.